# Marah horridus
Marah horridus là một loài thực vật có hoa trong họ Cucurbitaceae. Loài này được Joseph Whipple Congdon và Stephen Troyte Dunn mô tả khoa học đầu tiên năm 1913.

## Hình ảnh

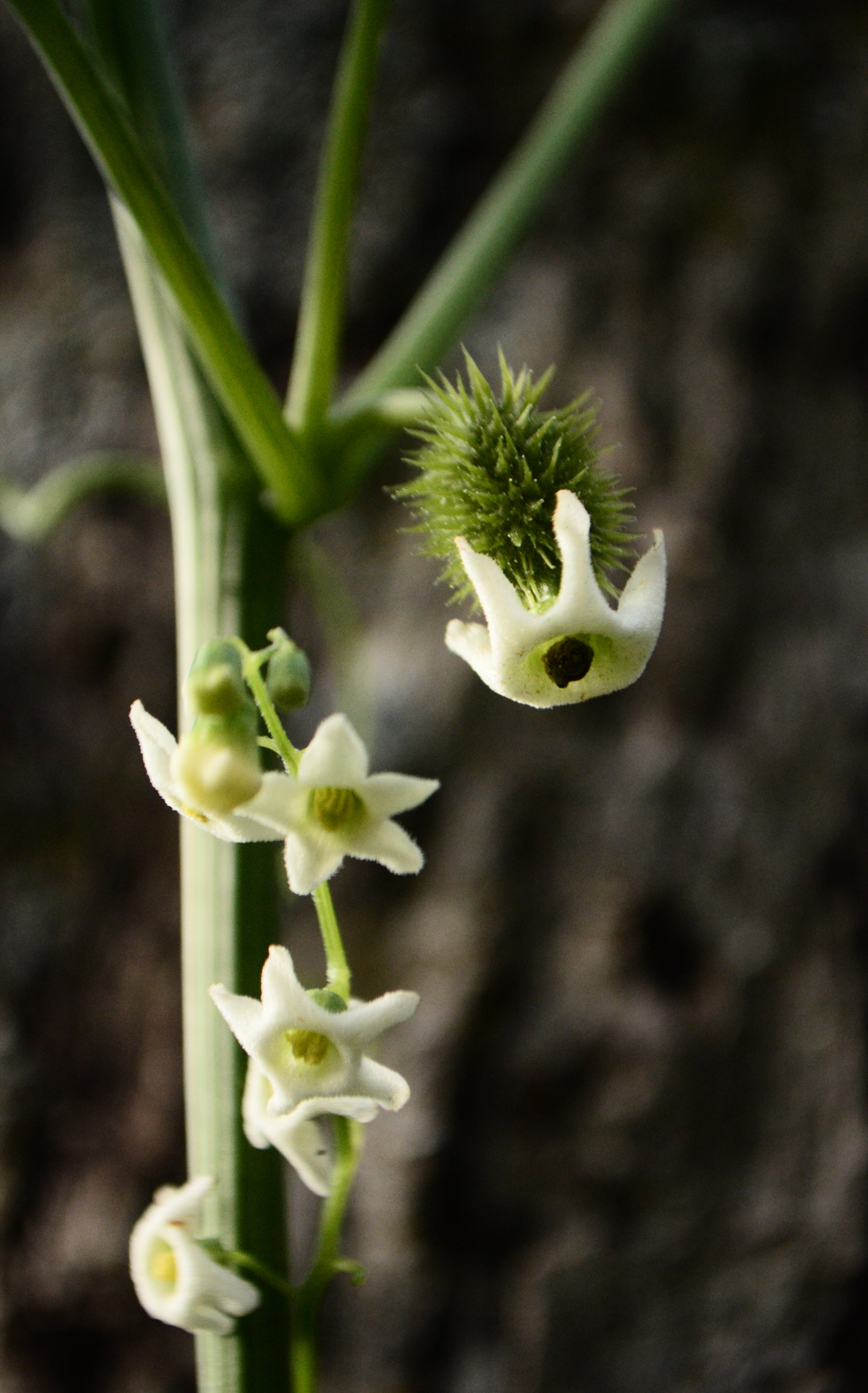
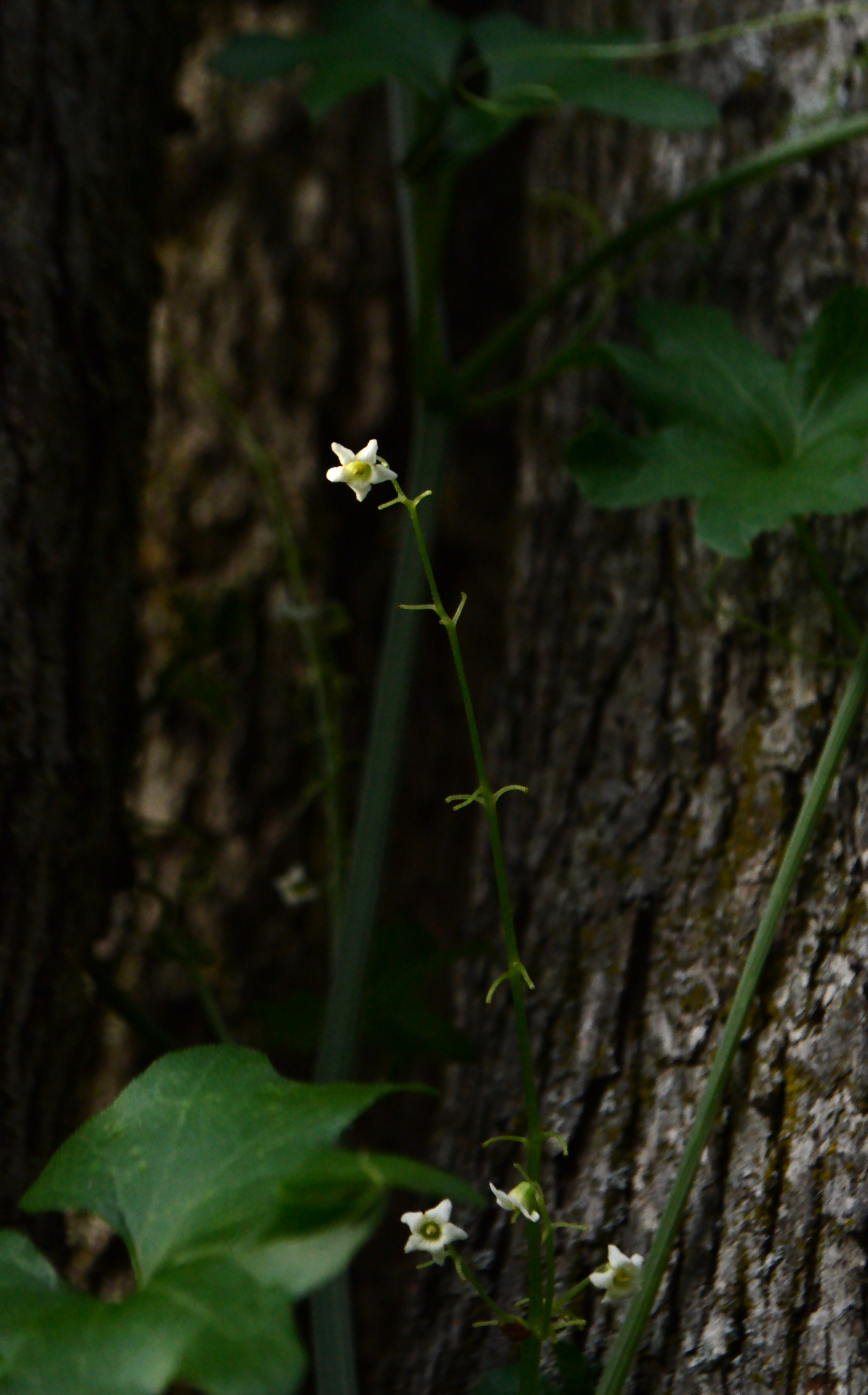